# Codonanthe macradenia
Codonanthe macradenia är en tvåhjärtbladig växtart som beskrevs av John Donnell Smith. Codonanthe macradenia ingår i släktet Codonanthe och familjen Gesneriaceae. Inga underarter finns listade i Catalogue of Life.